# جودی می
جودی می (انگلیسی: Jodhi May؛ زادهٔ ۸ مهٔ ۱۹۷۵) بازیگر اهل بریتانیا است.
از فیلم‌ها یا برنامه‌های تلویزیونی که وی در آن نقش داشته‌است، می‌توان به ریسمان نامرئی، گشت شبانه، آخرین موهیکان، یک دنیا فاصله، داغ ننگ، دعوت به جنگ، اوج مخملی، اِما، جینجر و رزا، خانه شادی و بهترین مرد اشاره کرد. می در سال ۱۹۸۸ برنده جایزه بهترین بازیگر زن جشنواره فیلم کن شده‌است.